# Béni Abbès
Béni Abbès (in arabo: بني عباس), conosciuta anche come la Perla della Saoura, o come la Oasi Bianca, è una città e comune situato in Algeria occidentale, nella provincia omonima, a 1.200 km da Algeri.
È stata la capitale del Distretto di Béni Abbès dal 1957. L'area del comune è di circa 10.040 km², con una popolazione di 10.885 abitanti, secondo il censimento 2008, contro gli 8.850 del 1998, con un tasso di crescita della popolazione del 2,1%.
Beni Abbes si trova nella valle Saoura, sulla riva sinistra del uadi (letto del fiume) chiamato Oued Saoura. Vi sono sette Ksar (villaggi fortificati) nel Beni Abbes, tra cui uno particolarmente grande situato in un boschetto di palme nella valle del fiume.
Gli abitanti di Beni Abbes sono spesso indicati come Abbabsa.

## Etimologia
Beni Abbes, in arabo بني عباس, Bani Abbas ("I figli di Abbas").
C.Rames spiega nel suo libro Beni-Abbes (Orano Sahara): studio storico, geografico e medico (1941) che l'origine del nome deriva dalla tribù dei primi occupanti della città: "Quarant'anni dopo la morte di Sidi Othman, nel lontanissimo Saguia el-Hamra (Sahara Occidentale), El Mahdi Ben Youssef, della tribù di Beni Abbes".
Il nome deriva in realtà dalla parola araba simile بني العباس, Bani Al Abbas ("I figli di El-Abbas"). Il viaggiatore marocchino El-yachi scrisse nel suo manoscritto Arrihla al ayachia (1662): "Allora siamo entrati nei villaggi di Bani Al Abbas ...".

## Geografia fisica

### Posizione
Beni Abbes è costruito in una collina rocciosa, sulla riva sinistra del Oued Saoura. La città è delimitata a nord, est e ovest dal Grande Erg Occidentale e a sud e sud-ovest dalla valle del Saoura. Le più interessanti montagne vicino a Beni Abbes sono le Ougarta Gamma (vicino all'oasi di Ougarta), a circa 50 chilometri di distanza verso sud e sud-ovest.

### Clima
Beni Abbes ha un clima desertico (Classificazione dei climi di Köppen) caldo e secco. Solitamente le piogge sono scarse o nulle, ma si possono verificare forti precipitazioni occasionali che causano allagamenti o esondazioni del fiume Oued Saura.
Il cielo è sempre azzurro sia d'inverno che d'estate. I mesi più freddi sono dicembre, gennaio e febbraio, nei quali la temperatura varia tra 1 °C e 18 °C.
Durante i mesi estivi, le temperature possono raggiungere i 45 °C con il 10% di umidità.
I dati climatici in Beni Abbes:
| Béni Abbès                 | Mesi | Mesi | Mesi | Mesi | Mesi | Mesi | Mesi | Mesi | Mesi | Mesi | Mesi | Mesi | Stagioni | Stagioni | Stagioni | Stagioni | Anno |
| Béni Abbès                 | Gen  | Feb  | Mar  | Apr  | Mag  | Giu  | Lug  | Ago  | Set  | Ott  | Nov  | Dic  | Inv      | Pri      | Est      | Aut      | Anno |
| -------------------------- | ---- | ---- | ---- | ---- | ---- | ---- | ---- | ---- | ---- | ---- | ---- | ---- | -------- | -------- | -------- | -------- | ---- |
| T. max. media (°C)         | 17,7 | 21,2 | 24,5 | 28,3 | 33,2 | 39,0 | 41,9 | 41,5 | 36,6 | 29,5 | 22,9 | 17,8 | 18,9     | 28,7     | 40,8     | 29,7     | 29,5 |
| T. min. media (°C)         | 4,3  | 7,6  | 11,3 | 15,0 | 19,8 | 24,6 | 27,9 | 27,6 | 23,5 | 16,8 | 10,4 | 5,2  | 5,7      | 15,4     | 26,7     | 16,9     | 16,2 |
| Precipitazioni (mm)        | 3,1  | 1,9  | 1,6  | 2,4  | 2,3  | 0,4  | 0,5  | 1,1  | 1,9  | 8,6  | 6,7  | 6,1  | 11,1     | 6,3      | 2,0      | 17,2     | 36,6 |
| Umidità relativa media (%) | 43,2 | 36,3 | 29,2 | 25,0 | 22,7 | 18,3 | 15,5 | 18,0 | 24,8 | 34,2 | 40,1 | 46,7 | 42,1     | 25,6     | 17,3     | 33,0     | 29,5 |

### Flora e fauna
L'ecosistema sahariano domina tutto il territorio di Beni Abbes. Flora e fauna non sono così estese come in altre parti d'Algeria, tuttavia si possono trovare diverse varietà di piante e animali. È presente una gamma sorprendente di flora e fauna che può sopravvivere in questo clima caldo e arido.

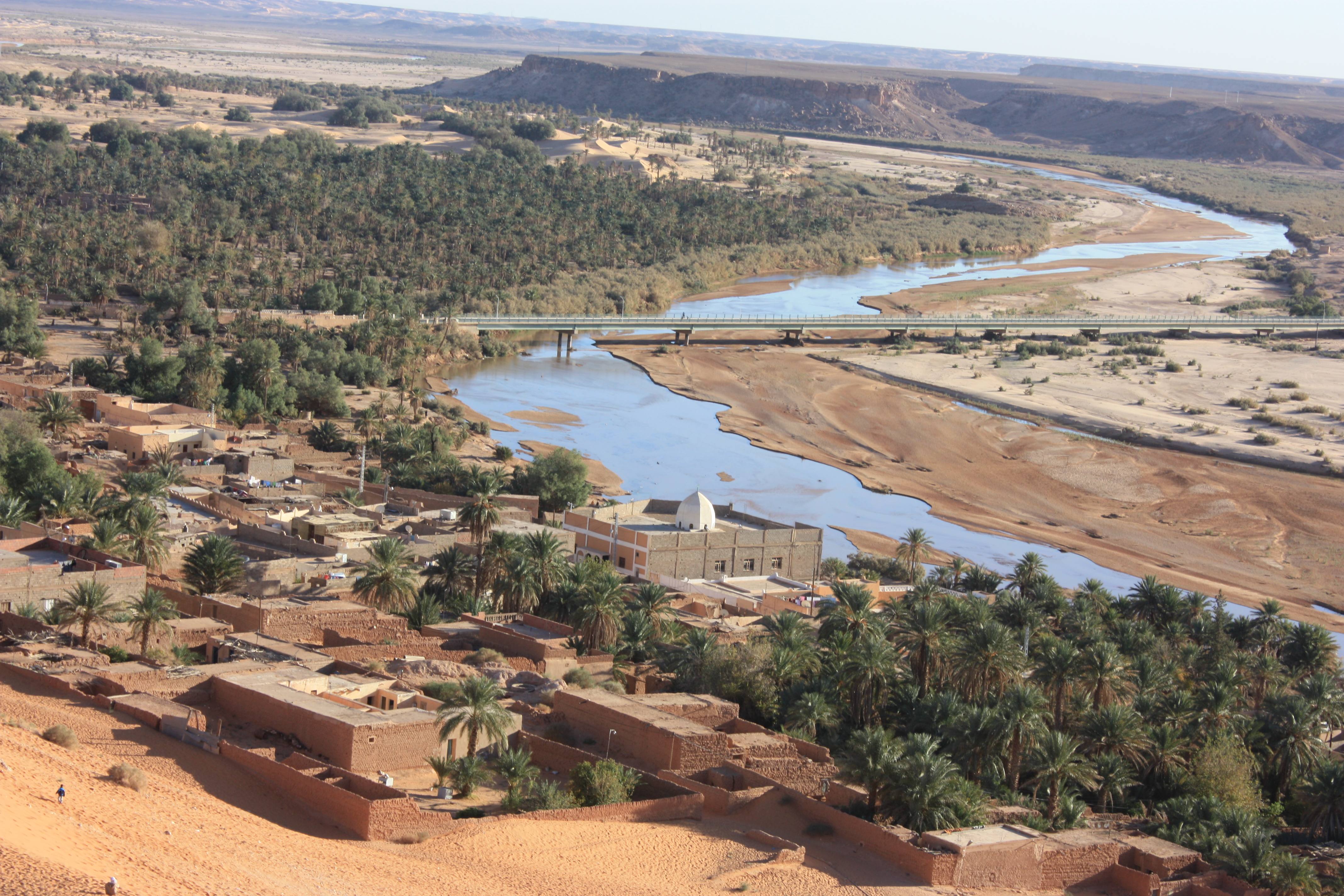
Vista del Oued Saoura con il distretto di Safat e palme.

La vegetazione di Beni Abbes è composta principalmente da specie xeriche. Le precipitazioni poco frequenti influiscono sullo sviluppo delle piante nei tre diversi tipi di terreno di Beni Abbes: l'Hammada il deserto non sabbioso; l'erg, il deserto sabbioso e il Uadi, il letto del torrente.
Alberi di Acacia ed erbe selvatiche sono sparsi sulla montagna e sull'Hammada, soprattutto vicino al villaggio di Zeghamra. Alcune erbe selvatiche nella regione hanno proprietà medicinali e vengono utilizzate tradizionalmente per il trattamento di molte malattie. Tra gli altri, queste includono Ouezouaza (Santolina rosmarinifolea), Gartofa (Santolina chamaycyparissus), Shih (Artemisia herba-alba), e Terfesse (Terfeziaceae), un fungo utilizzato in cucina per sostituire la carne.
Molte specie di animali delle regioni sahariane si trovano nei dintorni di Beni Abbes.
I mammiferi più importanti sono la Gazella dorcas e la Gazella leptoceros, detta Rhim, entrambe fortemente minacciate dalla caccia incontrollata. Altri mammiferi si osservano nella zona solo raramente: il gatto della Sabbia (Felis margarita), la iena striata (Hyaena hyaena) e il Fennec (Vulpes zerda). I roditori rinvenuti nella zona sono: il ratto della sabbia (Psammomys obesus), il gerbillo egiziano (Gerbillus pyramidum) e il merione libico (Meriones libycus)
I Rettili della regione includono il pesce delle sabbie (Scincus scincus) e il l'uromastice o dob (Uromastyx).
Gli uccelli avvistati a Beni Abbes includono: il Bou-Ali o passero domestico (Passer domesticus), il Bou-Tkelem o passera sarda (Passer hispaniolensis) e rapaci come l'El-bez o astore (Accipiter gentilis), il lanario detto Skar (Falco biarmicus) e l'El-Bouma o civetta (Athene noctua).

## Idrografia
La questione dell'acqua ha sempre svolto un ruolo fondamentale poiché l'acqua disponibile è sempre stata insufficiente e proviene interamente dalla sorgente di Ain Sidi Othman (tasso stimato di circa 24 l / s), appartenente al popolazione autoctona in base a contratti tradizionali. Secondo la storia della città, l'acqua di sorgente è stata distribuita in 40 parti ereditate fin a oggi.
Un accordo di contratto verbale tra la popolazione e le autorità francesi durante il periodo coloniale ha permesso il trasferimento di una piccola quantità di acqua, precedentemente utilizzato in agricoltura, all'uso urbano (scuole, infermerie...). I francesi convinsero la popolazione atoctona ai fini urbanistici fosse nel loro interesse (la scuola era frequentata dai loro figli e le cliniche dai loro pazienti). Dopo un breve periodo, la quantità di acqua è stata aumentata, soprattutto dopo l'indipendenza e a seguito della migrazione rurale e la crisi demografica delle città. Il continuo calo della quantità di acqua riservato all'agricoltura ha spinto gli agricoltori a lamentarsi con le autorità locali per recuperare i loro diritti dai primi anni '60.
Per risolvere questo problema, il Comune ha preso l'iniziativa di scavare pozzi per soddisfare le esigenze di approvvigionamento idrico della città, senza però concretizzarla. Dopo questo fallimento, si è deciso di assegnare uno dei pozzi (ricco di cloro) all'irrigazione. Un progetto di gestione integrata delle risorse idriche è stato lanciato a Beni Abbes in collaborazione con la ditta Tedesca (GTZ) per fornire acqua potabile ventiquattro ore su ventiquattro e per la costruzione di un sistema fognario e di un impianto di trattamento delle acque reflue.

### Preistoria

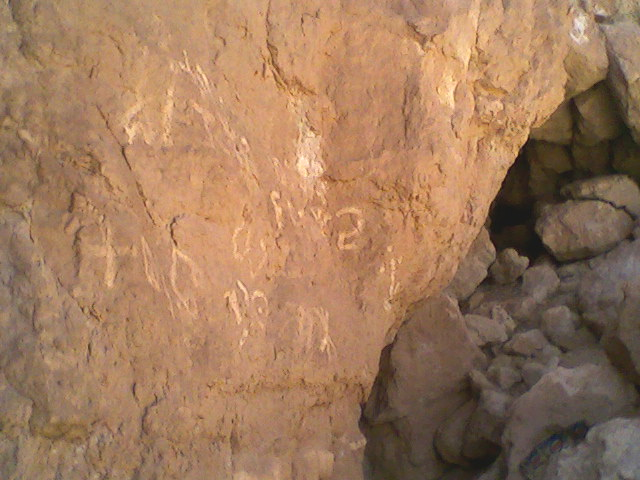
Paleografia (Tifinagh) all'ingresso del lupo grotta

## Storia

### Medioevo
I primi coloni della zona appartenevano alla tribù hilaliana dei Beni Hasan, diretti verso occidente (Saguia el Hamra e Mauritania) nel XII secolo. Una quarantina d'anni più tardi, Mehdi Ben Youssef (capostipite degli Oulad Mehdi) giunse a Béni Abbès da Seguia el-Hamra, insieme ad Ali Ben Moumen della tribù 'Arib.
Nel XIV secolo arrivarono anche Sidi Ali Ben Yahia (da cui discesero gli Ouled Rahou), Alkhalfi bin Abdel Wassaa e Sidi Moussa Ben Ali (capostipite degli Ouled Ali Ben Moussa). Essi vissero divisi in vari ksour fino all'arrivo del marabutto Sidi Mouhamed bin Abd Eslam, che fondò un nuovo ksar in mezzo al palmeto nel 1605. Successivamente da Tmentit sopraggiunse Taleb Abdelah Ben Belkacem (Ouled Hamed). L'associazione dei discendenti di tutte queste persone con Harratine costituisce l'attuale popolazione di Béni Abbès (in arabo: "gli Ababsa"). Un'altra tribù, i Ghenanma (gli Ouled Hamou) vive in uno ksar indipendente.

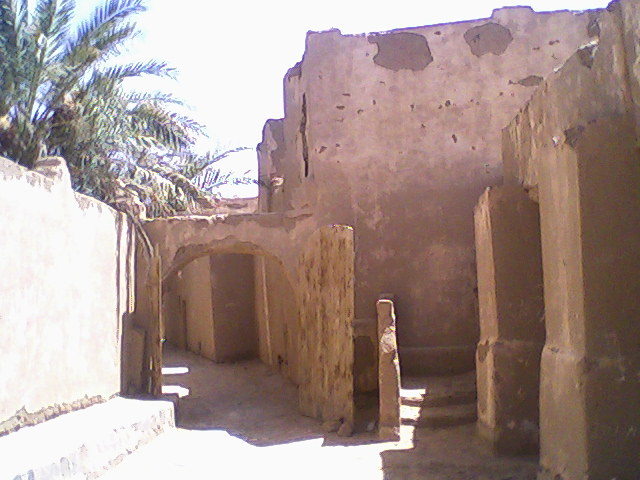
Un ingresso al vecchio Ksar di Beni-Abbes

### Storia moderna
I francesi occuparono la regione il 1º marzo 1901.
Durante la guerra di liberazione nazionale (1954-1962), nel 1957, gli abitanti del ksar del palmeto vengono espulsi dalle truppe francesi, e devono costruire un nuovo ksar.
A Beni Abbès si trovano 7 ksour, cioè villaggi fortificati utilizzato dai berberi per difendersi dagli attacchi nomadi, di cui alcuni sono ancora abitati. Il più notevole è il ksar posto al centro del palmeto (un tipo di localizzazione unico nel Sahara), disabitato dal 1957 e in fase di restauro.
All'inizio della conquista della Francia, dal 1901 al 1905, a Beni Abbes si stabilì per qualche tempo Padre Charles de Foucauld, che contava, da qui, di raggiungere il Marocco, e che vi fondò un eremo, con una piccola cappella, ancora oggi occupata dai Piccoli Fratelli e dalle Piccole Sorelle di Gesù.
Nel 1972, la gestione del centro di ricerca sahariana fondato a Béni Abbès dal CNRS (attuale centro di ricerca sulle zone aride) viene consegnato dalle autorità francesi a quelle algerine e dipende ora dall'Università delle Scienze e della Tecnologia Houari Boumediene (Bab Ezzouar, Algeri).

### Edifici religiosi

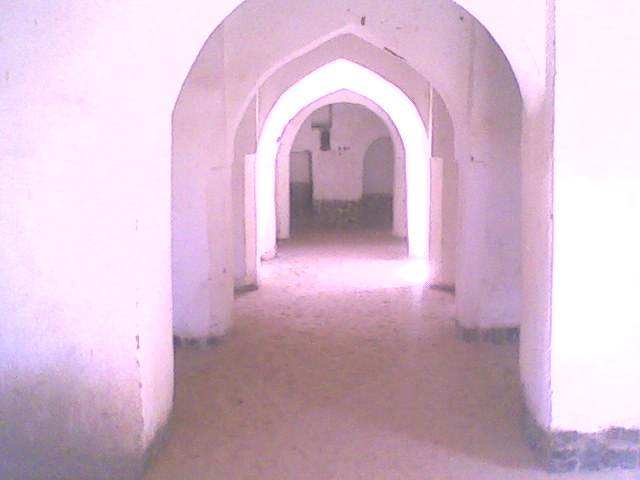
Moschea del vecchio Ksar (1605)

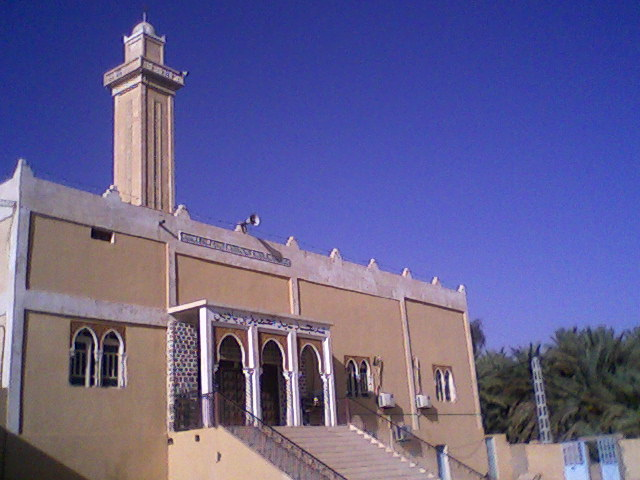
Moschea di Ibn Badis '(circa 1990)

### Cimiteri

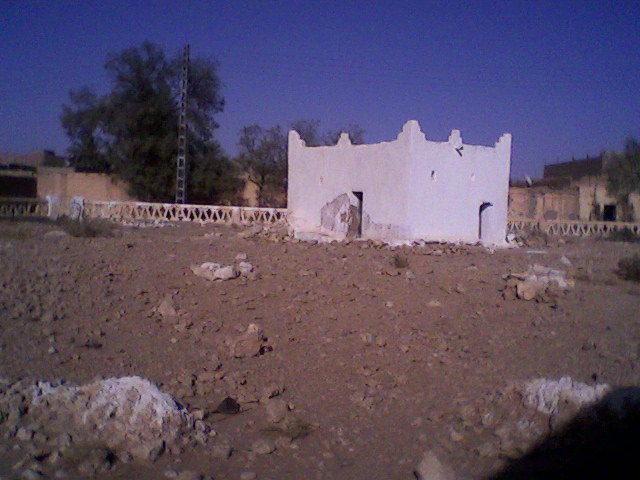
Sidi Mohamed Ben Abbou Cimitero
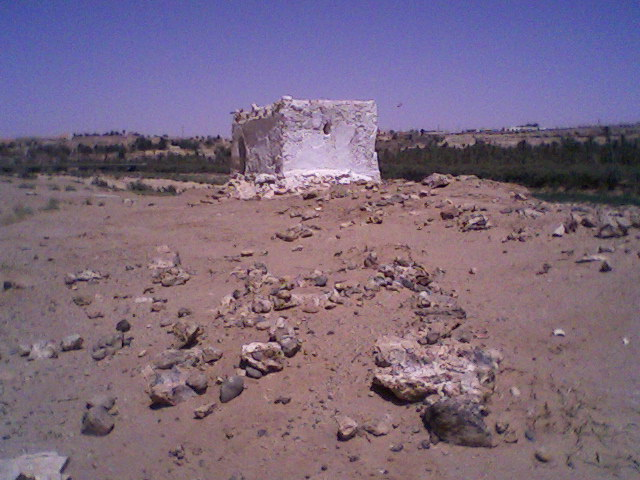
Sidi El Hadj Mhamed Ben Ahmed Cimitero
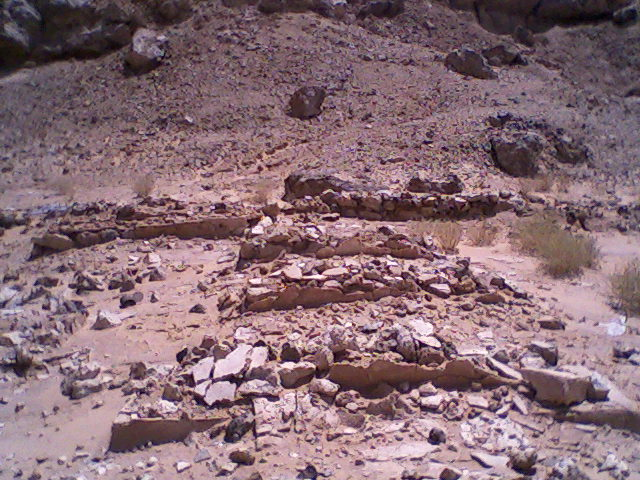
Cimitero di Giudei (XX secolo)
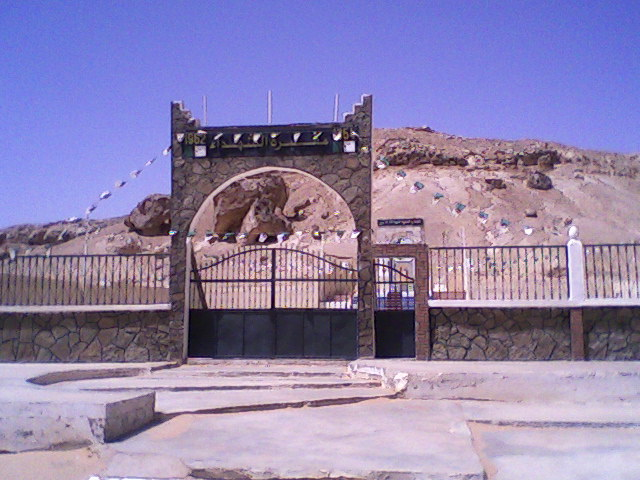
Cimitero dei Martiri

## Economia

### Turismo
Beni Abbes è una città turistica: ogni anno si festeggia il 'Mouloud' (nascita del profeta Maometto). In quest'occasione vengono presentati tutti i neonati dell'anno trascorso, e una grande parata di musica e spari con vecchi fucili, in commemorazione della pace fra le tribù e la fondazione del ksar del palmeto.

## Amministrazione

### Gemellaggi
Beni Abbes è gemellata con le seguenti città:
- Sidi Ghiles[22]
- Septèmes-les-Vallons, dal 2006[23]